# Kabelspårväg

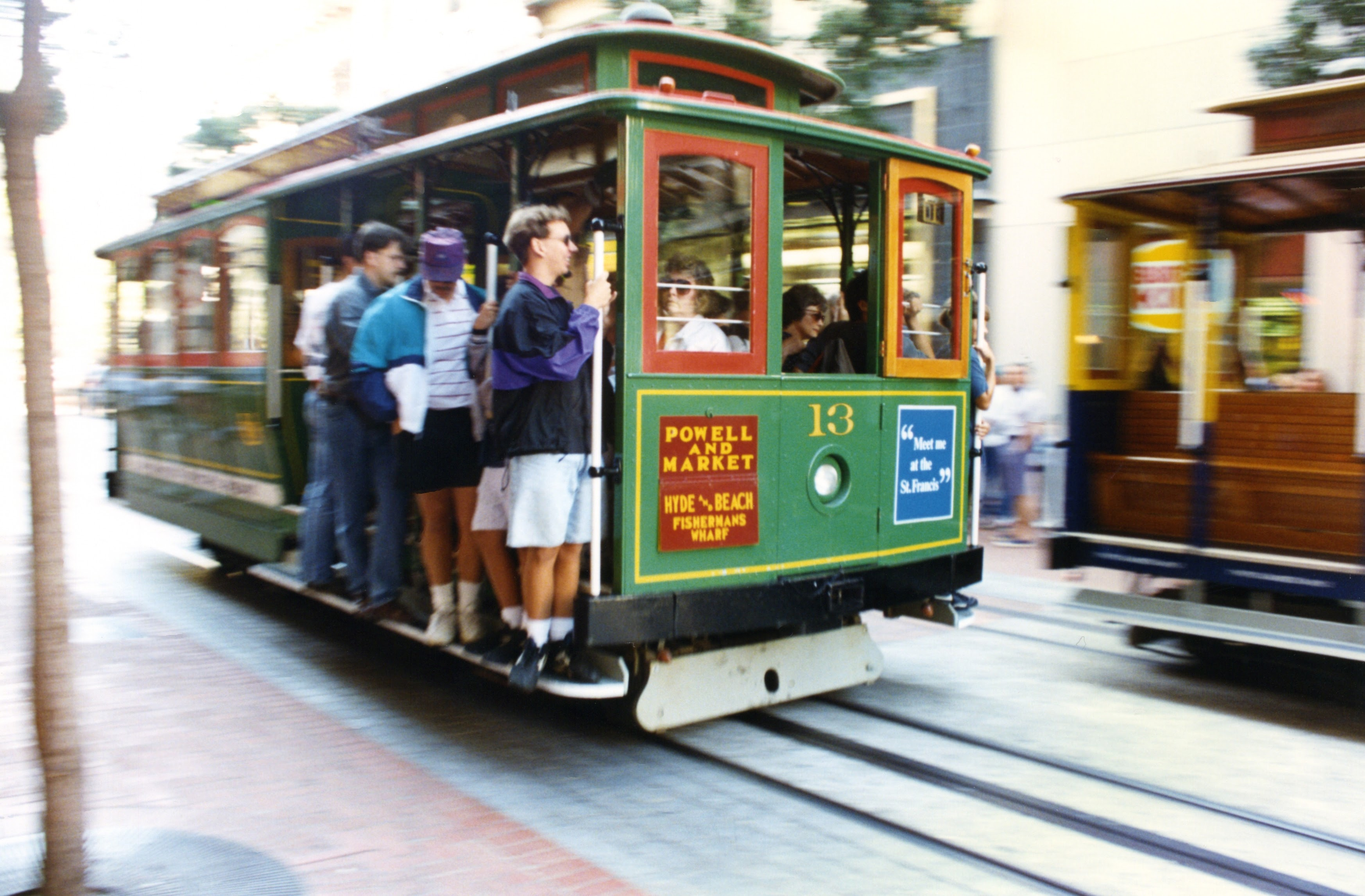
Kabelspårvagn i San Francisco, 1994.

Kabelspårväg är en spårväg med kabelspårvagnar. En kabelspårvagn drivs av en kabel i en ränna som löper mellan rälerna. Den mest kända spårvägen av denna typ, som dessutom fortfarande är i drift, är den i San Francisco i Kalifornien.

## Hur fungerar det?

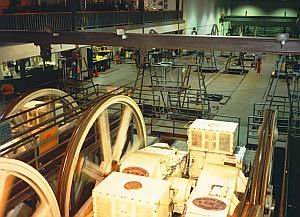
En av maskinerna i San Francisco, numera en del av San Francisco Cable Car Museum

Spårvagnen använder sig av en ändlös kabel som löper i en ränna i gatan, mellan rälerna. Kabeln håller en i stort sett konstant hastighet, som dock kan variera beroende på den aktuella belastningen, och drivs av en stationär motor någonstans längs banan.
Vagnen börjar röra sig då föraren, the grip man, hakar fast en speciell anordning under vagnen, en så kallad grip, i kabeln. Vagnen stoppas genom att gripen kopplas loss bromsarna slås till. Gripanordningen kan vara antingen manuell, som den var på tidiga kabelspårvagnssystem, eller automatisk, som moderna system är. Man måste vara försiktig då man griper tag i kabeln, annars blir starten ryckig. 
Det äldre gripsystemet kan liknas vid en jättelik tång som krävde en avsevärd styrka att manövrera. Som många av de tidiga kabelvagnsförarna fick erfara kunde felaktig manövrering skada kabeln, och i värsta fall kunde gripen trassla in sig i kabeln. I det senare fallet kunde vagnen inte stoppas och åkte helt okontrollerbar med i samma hastighet som kabeln. Till sist brukade dock operatören i maskinhuset uppfatta vad som hänt och stoppa kabeln.

## Ett energisnålt alternativ?
En fördel som framförts är att kabelspårvagnen är ett miljövänligt sätt att transportera människor, då de vagnar som är på väg utför en backe hjälper till att dra fram andra vagnar genom sin tyngd. Man måste dock ta med i beräkningen att kabeln måste drivas hela tiden, oavsett om någon vagn för tillfället behöver drivas eller ej. Moderna spårvagnar är nog minst lika energieffektiva eftersom de matar tillbaka ström till kontaktledningen, som sedan kan användas för att driva andra vagnar.

## Historik
Det kan ha förekommit tidigare försök att driva spårgående fordon med en ändlös kabel, men den första kabelspårvägen man känner till är West Side and Yonkers Patent Railway i New York, vilken öppnades 1 juli 1868. Man hade problem att få tekniken att fungera och linjen stängdes redan 1870 och byggdes om för ånglok.
Bättre gick det i San Francisco, Kalifornien, där Clay Street Hill Railroad anlades. Den skulle senare bli en del av San Franciscos kabelspårväg, som finns kvar än idag. Banan provkördes 1873 och visade att den teknik man utvecklat fungerade bra. 
1881 öppnades Dunedins kabelspårväg i Dunedin på Nya Zeeland och blev den första kabelspårvägen utanför San Francisco. På denna spårväg vidareutvecklade man tekniken så att man även kunde leda kabeln genom kurvor. Detta system anammades även av San Francisco.
Kabelspårvägarna spred sig till andra städer och sågs som ett bra alternativ till de hästdragna spårvagnarna, vilka gjorde livet hårt för hästarna och ansågs vara djurplågeri. Det faktum att en häst kunde arbeta endast 4 eller 5 timmar per dag och därmed medförde stora kostnader för spårvägsbolagen gjorde att kabelvagnarna var ett attraktivt alternativ för dem.
New York and Brooklyn Bridge Railway, som öppnade 1883, hade ett unikt sätt att få vagnarna in och ut i terminaler; man använde ånglok. Efter 1896 kopplade man istället en vanlig motorvagn i varje tåg, som kunde användas för detta ändamål. Ute på linjen drevs dock vagnarna fortfarande av kabeln.
Den 25 september 1883 provkördes den första kabelspårvägen i Europa, i Liverpool, Storbritannien. Man bestämde sig dock för att inte satsa på denna teknik. Istället kom Glasgows tunnelbana, en tunnelbana med kabeldrift, 1896. Även Londons första borrade tunnelbana, City & South London Railway, byggdes ursprungligen med kabeldrift, men byggdes om för konventionell drift redan före sitt öppnande 1890. Ett fåtal ytterligare kabelsystem byggdes i Storbritannien, Portugal och Frankrike. Men europeiska städer är i regel mycket äldre än amerikanska och har därför kurvigare gator, vilket inte är idealiskt för kabelspårvagnar.
Trots att det fortfarande 1890 byggdes kabelspårvägar började man snegla mer mot konventionella, elektriska spårvagnar, som nu börjat bli enklare att både konstruera och operera. Snart började de elektriska spårvagnarna ta över på de tidigare kabelspårvägslinjerna. Under en övergångsperiod hade man en kombination av de båda systemen, där man använde motorvagnar för att dra runt kabelvagnarna då dessa skulle runt i vändslingor, då man inte kunde använda kabeln där. 1957 stängdes kabelspårvägen i Dunedin och San Francisco blev ensam kvar, med tre återstående linjer, Powell-Hyde, Powell-Mason och California. De drivs via fyra kablar, Powell, Hyde, Mason och California.
Under 1900-talets sista årtionden gjorde kabelspårvägen en begränsad comeback, nu helt datoriserad och med möjlighet att byta driftkabel, för att kunna byta rutt. De används mest på platser där många människor rör sig, exempelvis flygplatser och sjukhus, där de är ett effektivt sätt att förflytta folk.

## Jämförelse med en bergbana
I mycket liknar en kabelspårväg en bergbana, med den skillnaden att dessa vagnar sitter fast i kabeln, och att man alltså stoppar kabeln för att stoppa vagnen, eller vagnarna, som det handlar om i de flesta fall. En kabelspårvagn klarar inte lika kraftiga stigningar som en bergbanevagn, men i stället kan fler vagnar användas på en kabelspårväg, vilket gör den mer flexibel och därmed mer effektiv.
En hybrid mellan bergbana och kabelspårväg var Wellingtons bergbana i Wellington, Nya Zeeland. Där användes två kablar, en som satt fast monterad i vagnen, balanskabeln, och en som föraren grep tag i för framdriften av vagnen. Det gick till så, att vagnen som var på väg nedför grep tag i den drivna kabeln och drog på så vis balanskabeln, och den andra vagnen, som inte grep tag i denna kabel, uppför. 1979 byggdes banan om till en reguljär bergbana.